# Liste des circonscriptions métropolitaines de Lyon
Les circonscription métropolitaines de Lyon sont des circonscriptions électorales de la métropole de Lyon.
Créées en 2020, elles résultent du changement de nature administrative de la métropole, devenue collectivité à statut particulier, ayant modifié le mode de scrutin par lequel les conseillers métropolitains sont élus. Elles sont au nombre de quatorze.

## Histoire
Le changement de statut de la métropole de Lyon, d'établissement public de coopération intercommunale à collectivité à statut particulier a été accompagné d'une réforme du mode de désignation de ses représentants. Bien que la loi portant réforme du mode électoral dans la métropole et instituant les circonscriptions métropolitaines ait été adoptée en 2015, celle-ci n'est entrée en vigueur qu'au 1er mars 2020.
Auparavant, les conseillers métropolitains étaient, comme dans le reste de la France, élus parmi les conseillers municipaux, sur une liste unique. Depuis 2020, les 150 conseillers de la métropole de Lyon sont élus par circonscription lors d'une élection spécifique mais simultanée aux élections municipales,.

## Composition des circonscriptions
La métropole de Lyon est découpée en 14 circonscriptions électorales élisant chacune un nombre défini de conseillers métropolitains, :

Carte des circonscriptions de la Métropole de Lyon.
Lônes et coteaux
Lyon-Centre
Lyon-Est
Lyon-Nord
Lyon-Ouest
Lyon-Sud
Lyon-Sud-Est
Ouest
Plateau Nord-Caluire
Porte des Alpes
Portes du Sud
Rhône Amont
Val de Saône
Villeurbanne

- Lones et Coteaux : Communes de Charly, Oullins-Pierre-Bénite, Saint-Genis-Laval, La Mulatière, Givors, Grigny-sur-Rhône, Irigny, Vernaison
- Lyon-Centre : 1er, 2e et 4e arrondissements de Lyon
- Lyon-Est : 3e arrondissement de Lyon (partie à l'est de la ligne de chemin de fer Paris-Lyon)
- Lyon-Nord :   3e (partie à l'ouest de la ligne de chemin de fer Paris-Lyon) et 6e arrondissements de Lyon
- Lyon-Ouest : 5e et 9e arrondissements de Lyon
- Lyon-Sud : 7e arrondissement de Lyon
- Lyon-Sud-Est : 8e arrondissement de Lyon
- Ouest : Communes de Charbonnières-les-Bains, Craponne, Francheville, Marcy-l'Étoile, Saint-Genis-les-Ollières, Sainte-Foy-lès-Lyon, Tassin-la-Demi-Lune
- Plateau Nord - Caluire : Communes de Caluire-et-Cuire, Rillieux-la-Pape, Sathonay-Camp
- Porte des Alpes : Communes de Bron, Chassieu, Mions, Saint-Priest
- Portes du Sud : Communes de Corbas, Feyzin, Saint-Fons, Solaize, Vénissieux
- Rhône Amont : Communes de Décines-Charpieu, Jonage, Meyzieu, Vaulx-en-Velin
- Val de Saône : Communes de Albigny-sur-Saône, Cailloux-sur-Fontaines, Champagne-au-Mont-d'Or, Collonges-au-Mont-d'Or, Couzon-au-Mont-d'Or, Curis-au-Mont-d'Or, Dardilly, Écully, Fleurieu-sur-Saône, Fontaines-Saint-Martin, Fontaines-sur-Saône, Genay, Limonest, Lissieu, Montanay, Neuville-sur-Saône, Poleymieux-au-Mont-d'Or, Quincieux, Rochetaillée-sur-Saône, Saint-Cyr-au-Mont-d'Or, Saint-Didier-au-Mont-d'Or, Saint-Germain-au-Mont-d'Or, Saint-Romain-au-Mont-d'Or, Sathonay-Village, La Tour-de-Salvagny
- Villeurbanne : Commune de Villeurbanne

| Conseillers métropolitains | Circonscriptions                                 |
| -------------------------- | ------------------------------------------------ |
| 17                         | Villeurbane                                      |
| 14                         | Val de Saône                                     |
| 12                         | Lones et Coteaux, Porte des Alpes et Rhône amont |
| 11                         | Lyon-Ouest, Lyon-Centre et Portes du Sud         |
| 9                          | Lyon-Nord, Lyon-Sud-Est et Ouest                 |
| 8                          | Lyon-Sud et Plateau Nord-Caluire                 |
| 7                          | Lyon-Est                                         |